# 特莱
特莱（法語：Theuley，法語發音：[tœlɛ]）是法国上索恩省的一个市镇，属于沃苏勒区。

## 地理
特莱（47°37'22"N, 5°48'4"E）面积7.5 平方千米，位于法国勃艮第-弗朗什-孔泰大區上索恩省，该省份为法国东部内陆省份，北起顺时针与孚日省、贝尔福地区省、杜省、汝拉省、科多尔省和上马恩省接壤。
与特莱接壤的市镇（或旧市镇、城区）包括：沃孔库尔-内沃赞、格朗德库尔、拉翁库尔、蒙圣莱热、索恩河畔赖、坦塞和蓬特勒博、瓦讷。

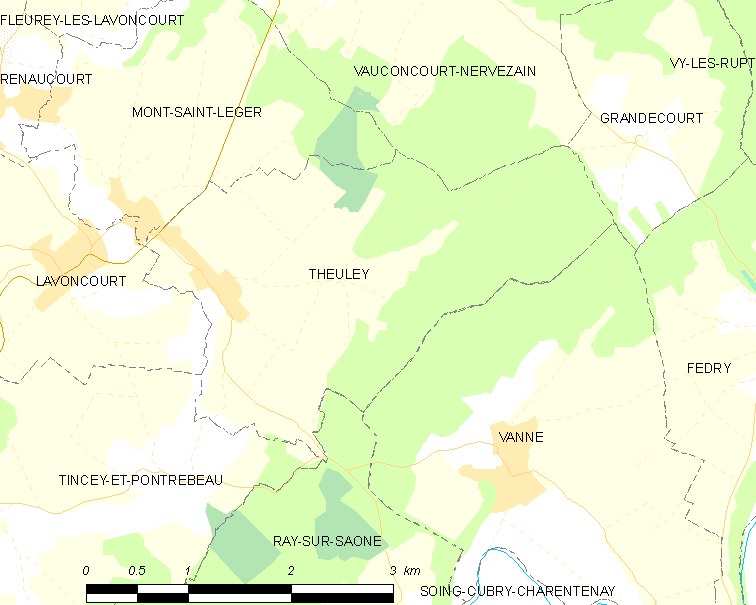
特莱的OSM定位图

特莱的时区为UTC+01:00、UTC+02:00（夏令时）。

## 行政
特莱的邮政编码为70120，INSEE市镇编码为70499。

## 政治
特莱所属的省级选区为萨隆河畔当皮埃尔县。

## 人口

1962-2008年间特莱人口变化图示

特莱于2022年1月1日时的人口数量为101人。